# Dingjia
Dingjia (kinesiska: 丁家) är ett stadsdelsdistrikt i sydvästra Kina. Det ligger i stadsdistriktet Bishan i storstadsområdet Chongqing, omkring 45 kilometer väster om det centrala stadsdistriktet Yuzhong. Antalet invånare är 60 585. Befolkningen består av 29 899 kvinnor och 30 686 män. Barn under 15 år utgör 15,0 %, vuxna 15-64 år 71 %, och äldre över 65 år 12,0 %.